# 馬德里體育館
馬德里體育館（西班牙語：Madrid Arena）是一座為於西班牙馬德里的室內體育館。

## 外部連結
- 官方網站

40°24′46.97″N 3°44′17.72″W / 40.4130472°N 3.7382556°W